# Шодкий, Людвиг Карлович
Людвиг Карлович Шодкий (пол. Ludwig Karol Szodki; 1858/1860, Варшава — 19 октября 1935, Пятигорск) — российский скульптор польского происхождения, работавший на благоустройство городов Кавказских Минеральных Вод (КМВ). Создатель символа КМВ — скульптуры Орёл со змеёй.

## Биография
Родился в Варшаве в мещанской семье. После обучения в Краковском университете в 1875—1879 годах был вольнослушателем на скульптурном отделении Академии художеств в Санкт-Петербурге, будучи учеником известного скульптора М. М. Антокольского. Получив звание свободного художника, Шодкий вернулся в Варшаву, где работал под руководством знаменитых профессоров Фаустина Ценглера, Грушинского и Маркони. Но вскоре вернулся в Россию, поселился в Харькове, где принял участие в организации общества любителей изящных искусств, затем переехал в Ростов-на-Дону.
6 апреля 1900 года директором Вод назначается полковник Владимир Васильевич Хвощинский, который решает разбить на Горячей горе новый курортный парк, пригласив для этого садовников В. В. Уткина, А. Л. Зегера, архитекторов И. И. Байкова, А. Н. Клепинина и скульптора Л. К. Шодкого.
С 1890-х годов Шодкий выполнял заказы Управления КМВ и частных лиц в Пятигорске. Он работал над скульптурами парка у горы Горячей (алебастровые вазы и светильники), делал бюсты для первого и второго памятников Лермонтова на месте дуэли. К 75-летию со дня рождения поэта, для музея-заповедника М. Ю. Лермонтова «Домик Лермонтова» Шодким создан бюст поэта в натуральную величину. На скульптуру ушло 10 пудов алебастра, пожертвованного одним из владельцев Лермонтовского известково-алебастрового завода в Пятигорске А. И. Федотовым.
По эскизу новочеркасского художника И. И. Крылова создал первого Орла со змеёй — один из символов курортного региона. Каменная скульптура изображала орла-беркута, клюющего ядовитую змею, и представляла аллегорию на победу здоровья над болезнью. В апреле 1901 года скульптура была водружена на пирамидальный пьедестал из каменной насыпи. Первые зрители разошлись во мнении о новой скульптуре — некоторым она показалась уродливой, однако со времени своего появления изображение Орла начало печататься на открытках, в книгах, журналах, газетах, постепенно заслужив право называться символом КМВ. В последующие годы после своего появления внешний облик Орла претерпел значительные изменения и сегодня представлен отлитым из металла.
С 1903 по 1935 годы он постоянно жил на улице Александровской, 13 (позднее ул. Дунаевского) и творил в своей мастерской (не сохранилась) в Казённом саду (ныне Парк культуры и отдыха имени С. М. Кирова) Пятигорска, преподавал лепку в художественных учебных заведениях.

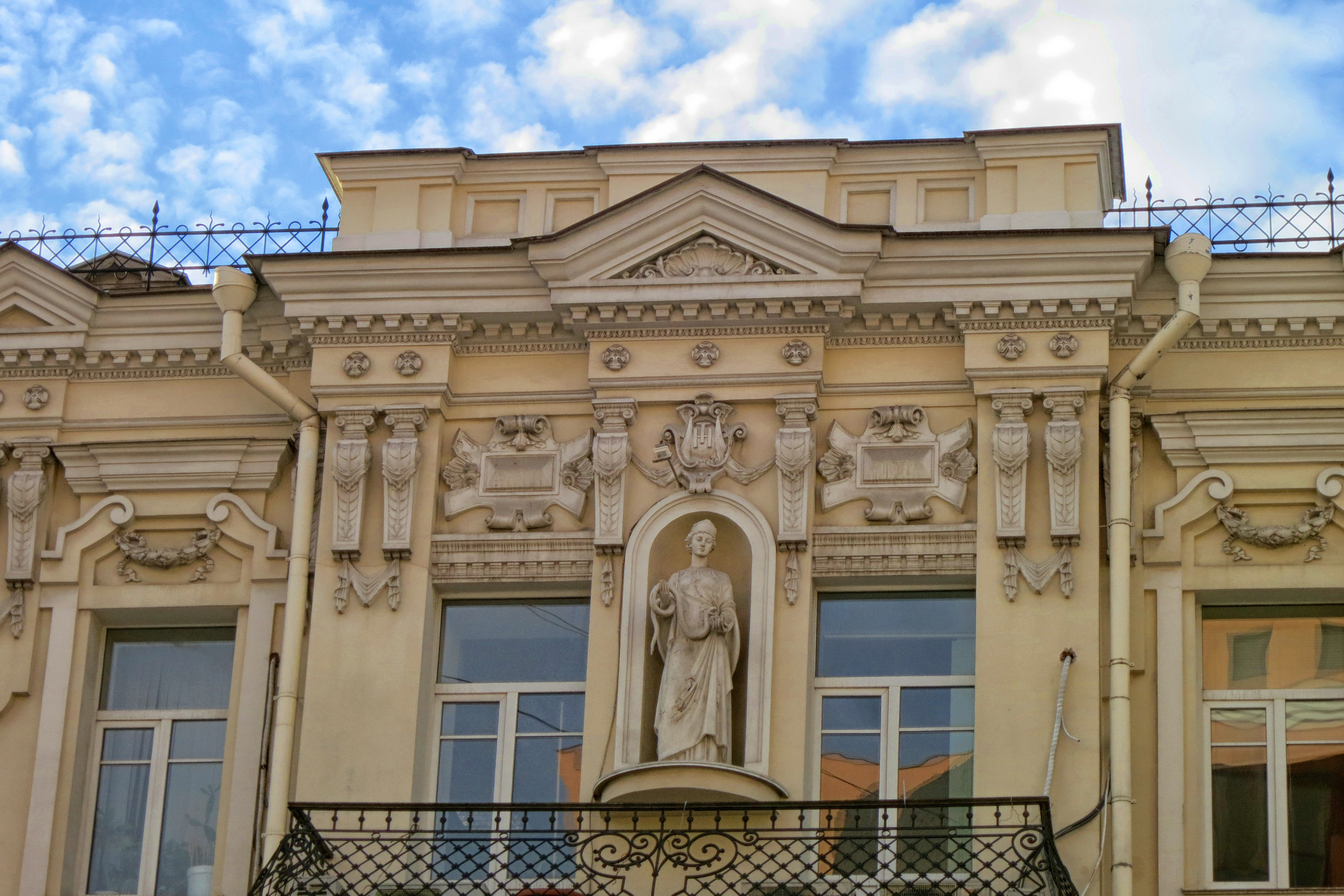
Статуя Гигеи на Доходном доме Токарева в Ростове-на-Дону

В 1905 году в нише балкона третьего этажа ростовского доходного дома купца Н. И. Токарева установлена скульптура Гигеи, дочери античного врача Асклепия, с чашей и змеёй в руках работы Л. К. Шодкого.
Его аллегорические скульптуры и лепнина украшают здания Ессентукской грязелечебницы, Нижних радоновых ванн, Пушкинских ванн, отеля «Бристоль», кофейни Гукасова и других казённых и частных строений, а также ряд надгробных памятников Пятигорска (Пятигорский некрополь). К началу курортного сезона 1908 года на улице Армянской (ныне ул. Гоголя, 1) открылась комфортабельная гостиница «Эрмитаж» Александрова. Шодкий украсил фасад статуями Коммерции, которая держит в руках кадуцей (символ медицины) и суму с деньгами, и Фортуны (богини удачи), в руках которой — рог изобилия и венок победителя. Им созданы скульптуры для здания Филармонии (им. В. И. Сафонова), Нарзанных ванн Кисловодска, «Мужичок» и «Орёл» в Ессентукском лечебном парке. В 1910 году в Городском сквере Пятигорска из-за засорения труб перестал действовать фонтан «Великан», и на его месте устроили новый «Гномы», рождённый фантазией скульптора Шодкого.
В советский период создал памятник Г. Г. Анджиевскому (1924) в центральном сквере Пятигорска, памятник Ленину в Горячеводской станице. Памятник Анджиевскому разрушился по причине ветхости в 1934 году, и в 1936 году установлен новый памятник из металла скульптора Г. Н. Валуйского.
С конца 1920-х годов безработный скульптор бедствовал, лишённый пенсии. Скончался Л. К. Шодкий 19 октября 1935 года в Пятигорске, где его скромно похоронили друзья и знакомые.

## Галерея

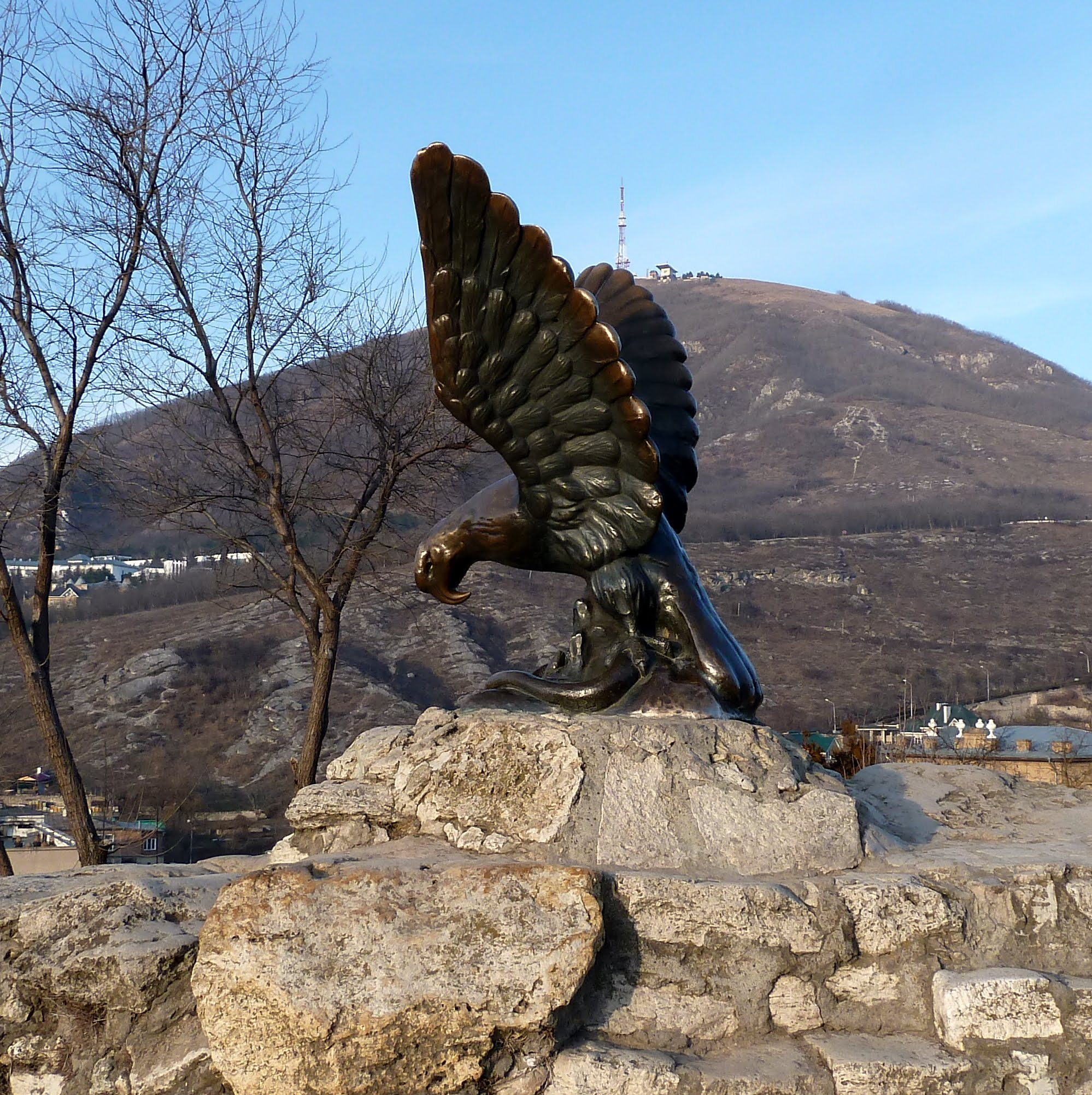
Современная скульптура Орёл и змея в Пятигорске
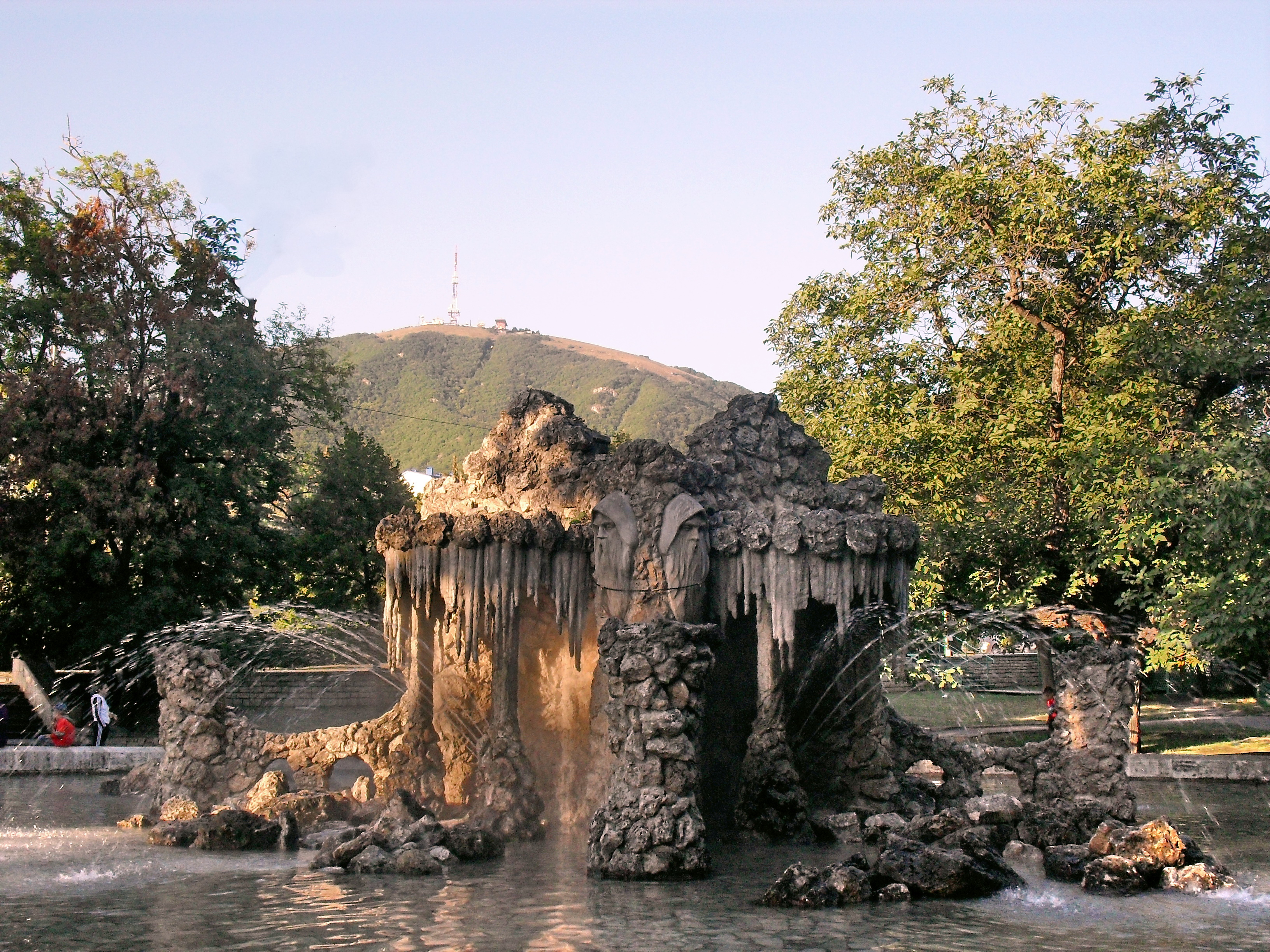
Фонтан «Гномы» или «Деды» (1910), Пятигорск
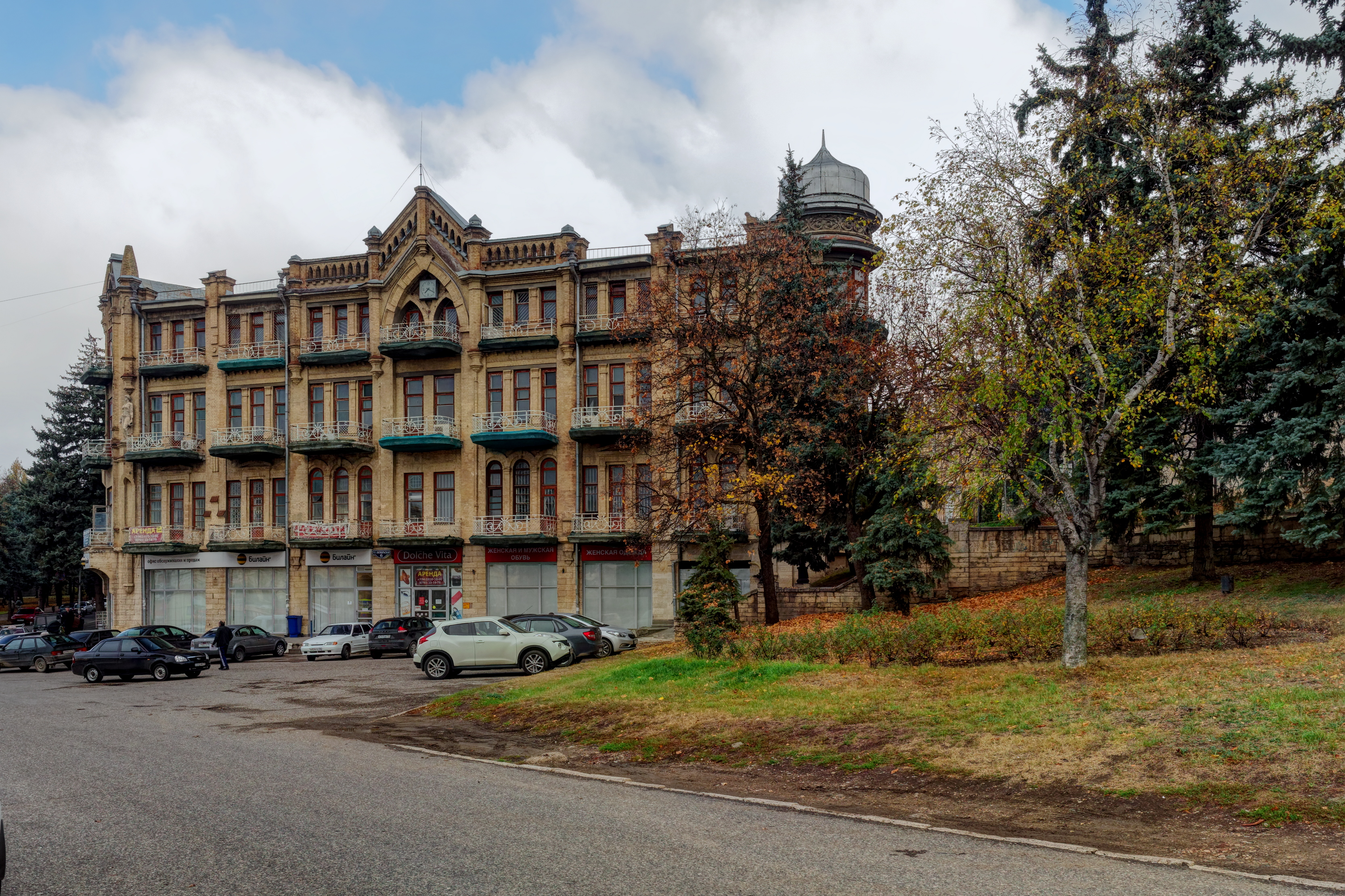
Бывшая гостиница «Эрмитаж», Пятигорск
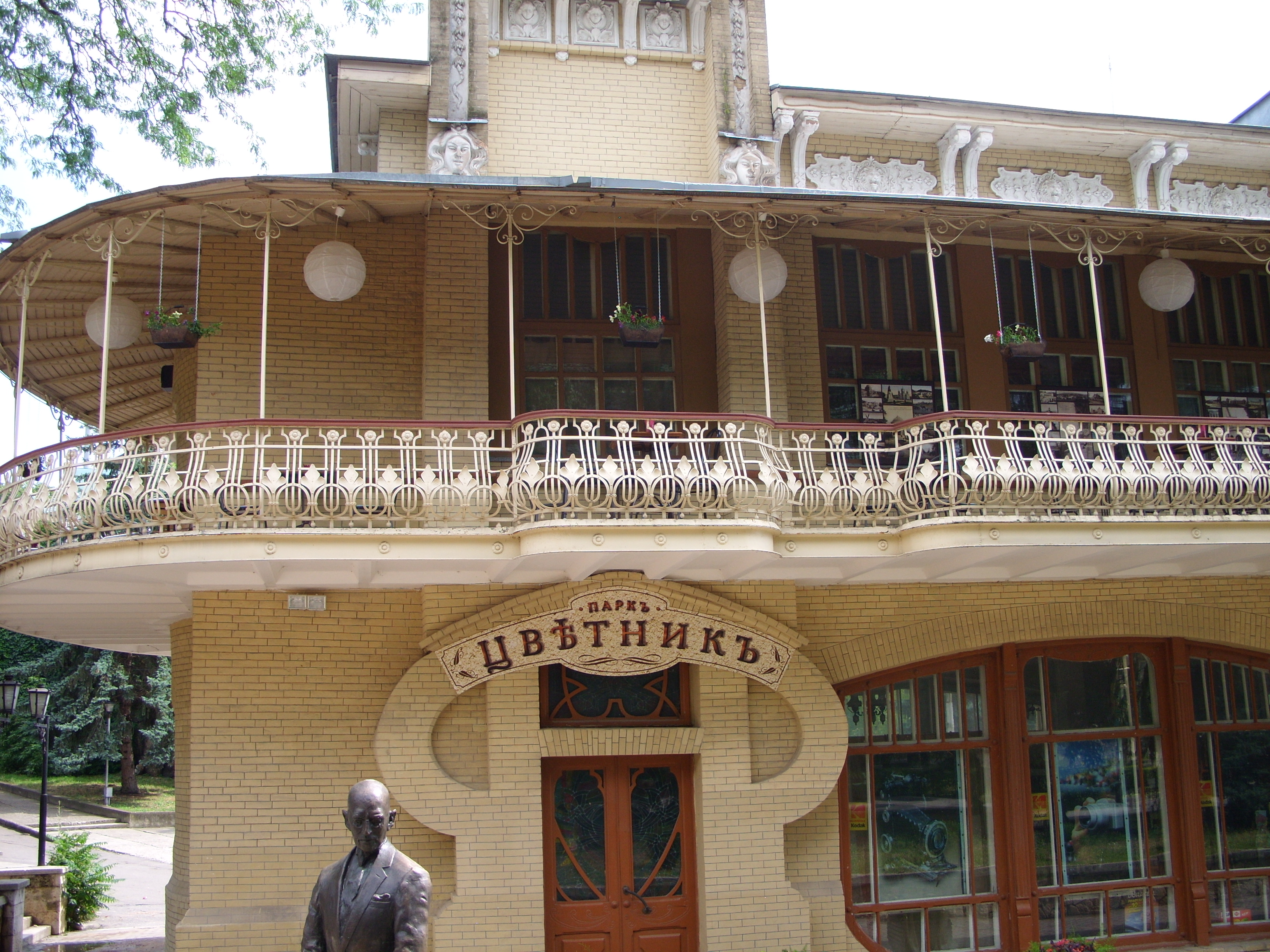
Кофейня Гукасова у входа в Цветник, Пятигорск
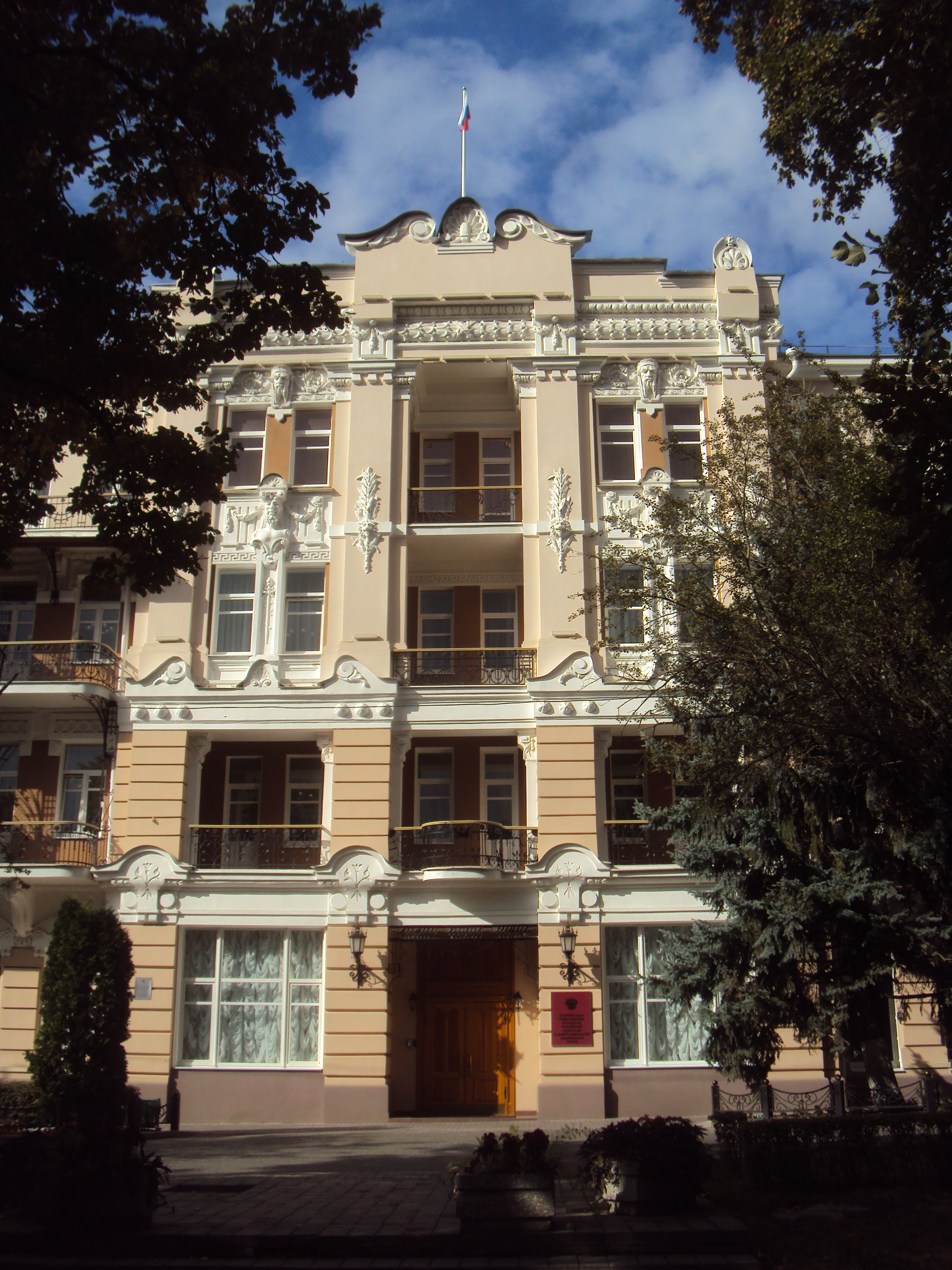
Бывший отель «Бристоль», Пятигорск
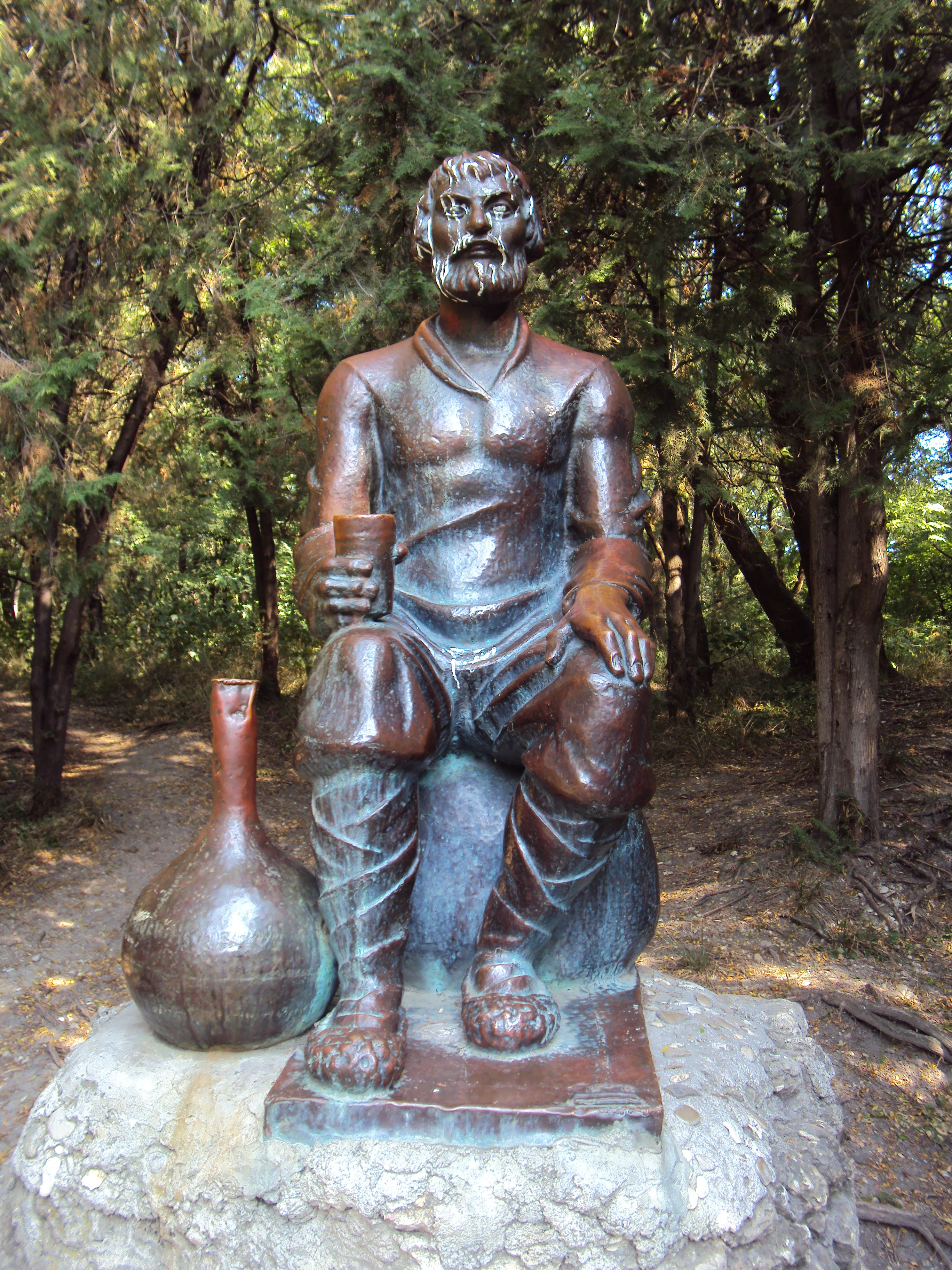
«Мужичок», Ессентуки
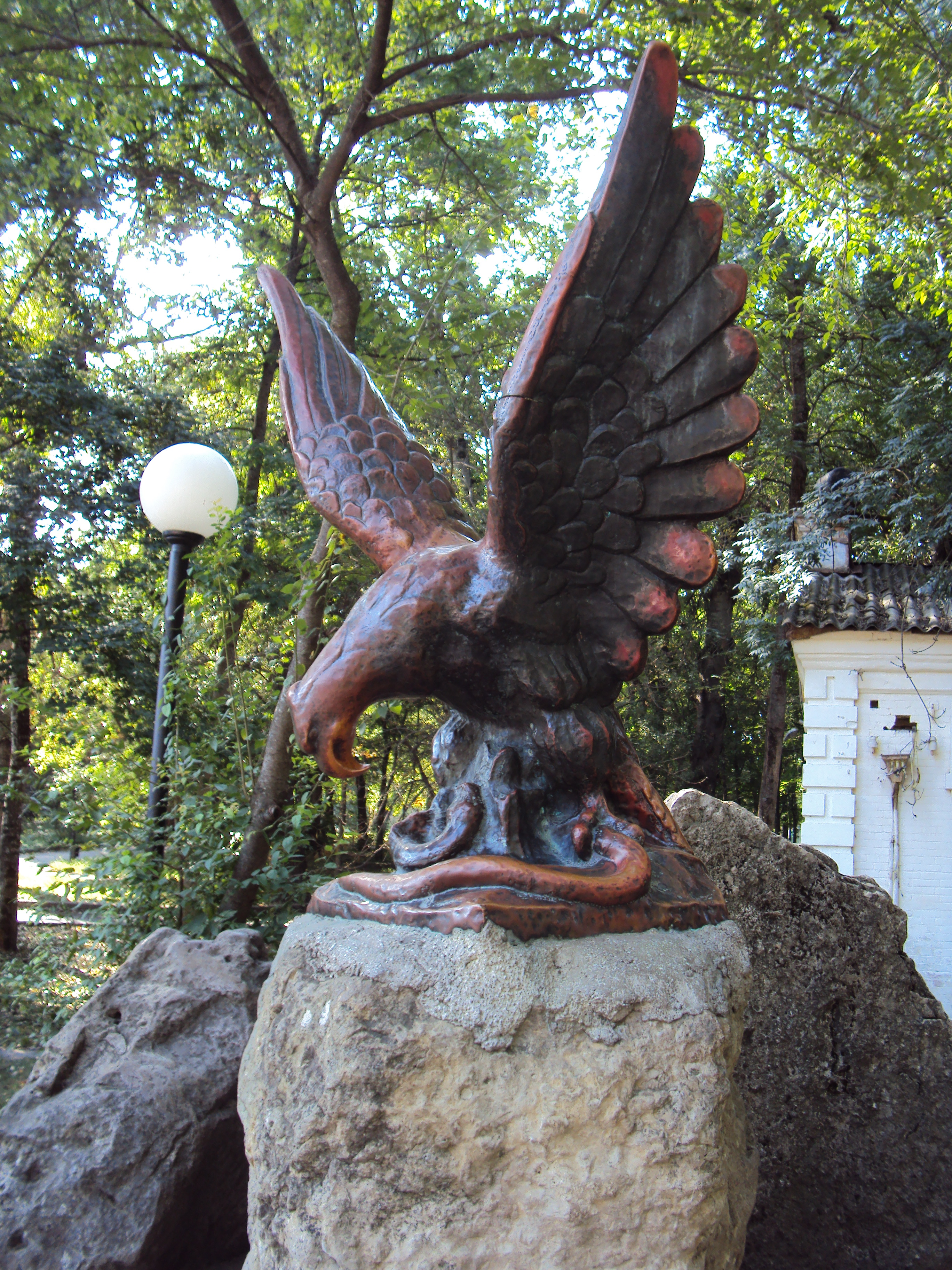
Орёл в Ессентуках